# Rälsbil
Ej att förväxla med spårtaxi eller dressin.

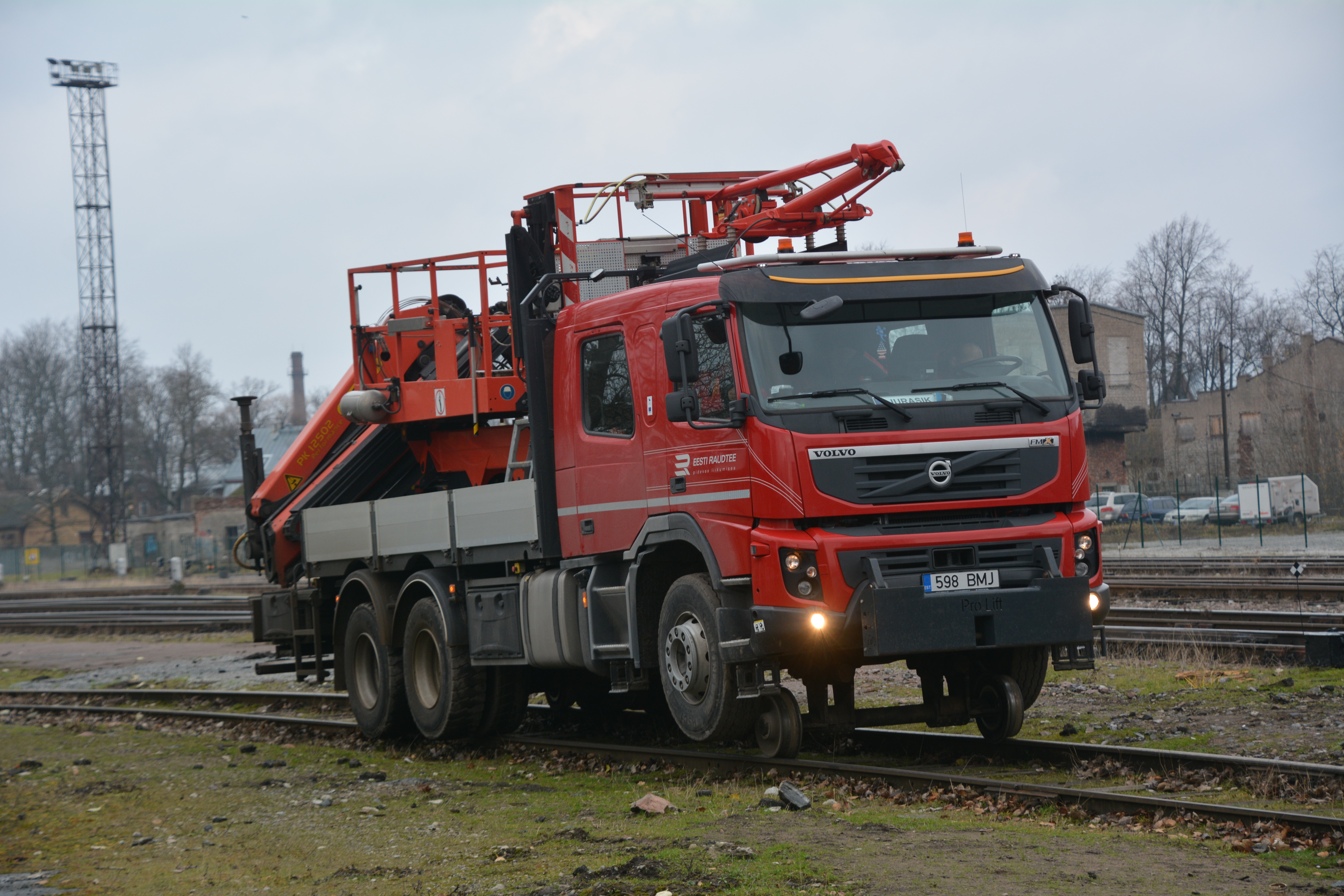
Volvo FMX rälsbil i Tallinn, Estland

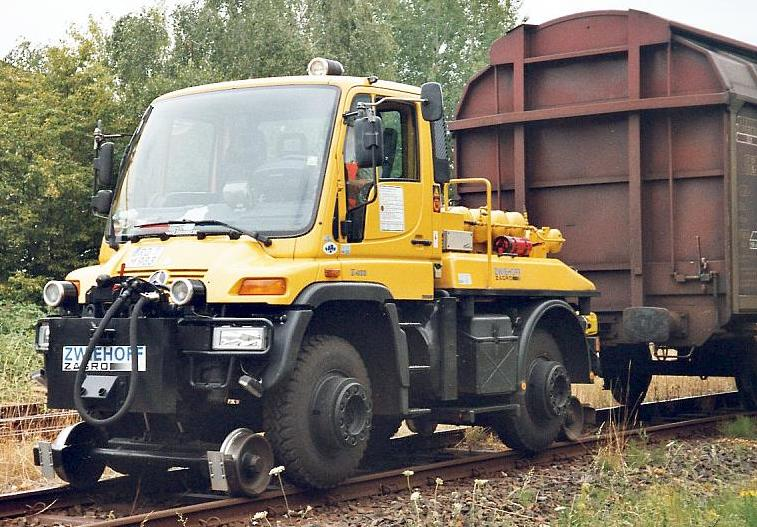
En Unimog rälsbil (kombilok)

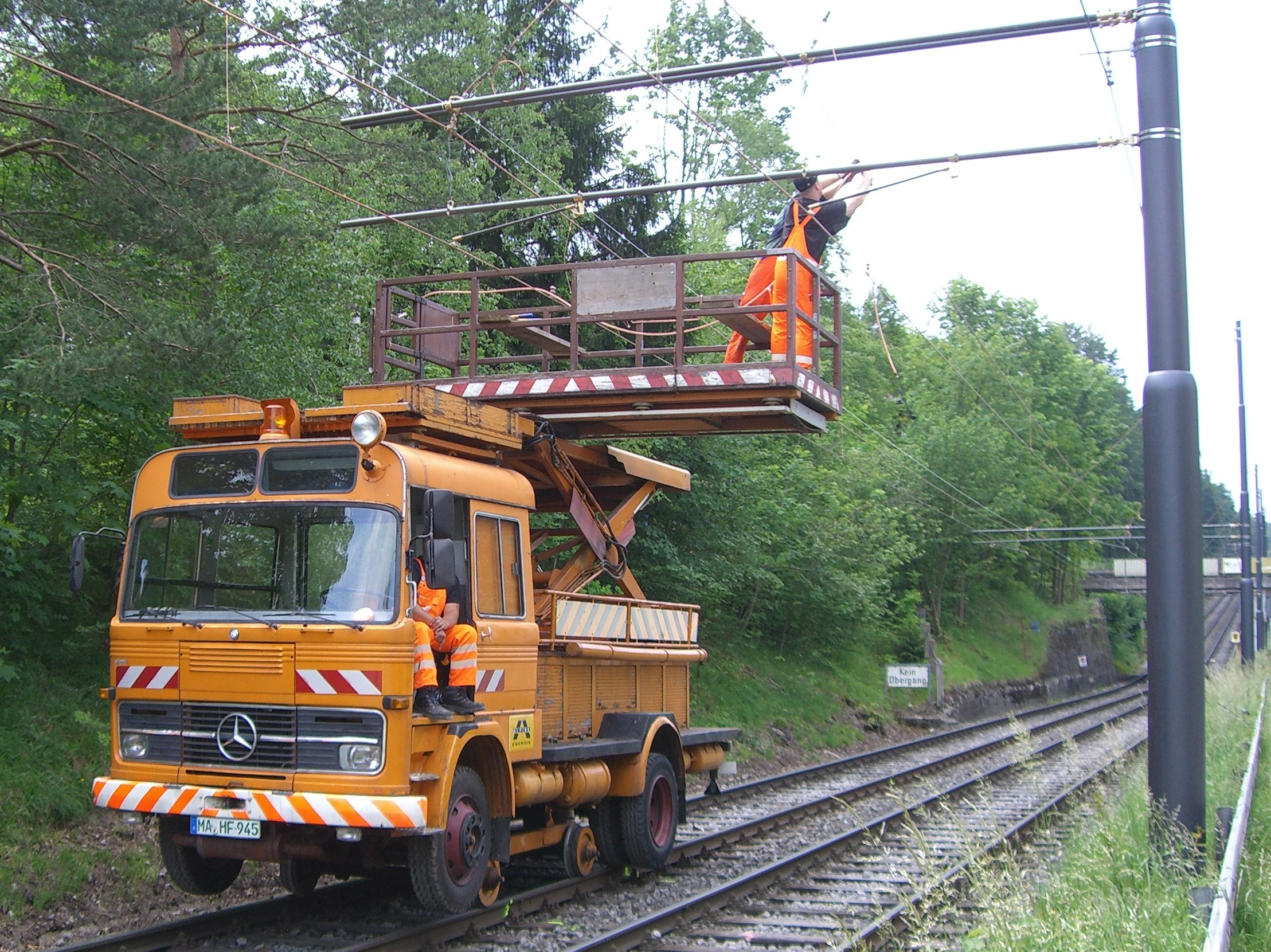
Montagefordon

En rälsbil eller tvåvägsfordon är ett kombinationsfordon avsett att framföras såväl på landsväg som på järnväg eller spårväg. En rälsbil kan vara permanent eller tillfälligt anpassat för färd på spår.

## Kombinationsfordon
Ofta är det frågan om en ombyggd lastbil som försetts med nedfällbara mindre järnvägshjul i fronten och i aktern. Rälsbilar används till inspektioner, vagnväxling och reparations- eller underhållsarbeten.
Vid Göteborgs spårväg kan man ibland se entreprenadmaskiner som traktorgrävare och grävmaskin som är utförda som rälsbilar.
Vanligtvis används rälsbilens ordinarie drivhjul och drivlina även då den är rälsgående. Men det förekommer hydrauliskt drivande rälshjul också.

## Unimog
Ett fordon som är vanligt som rälsbil är Unimog, en sådan kan förekomma som rälsgående brandbil, sopmaskin, snöröjningsfordon eller undantagsvis som växellok.

## Ombyggnad till dressiner
Det har förekommit och förekommer i museala sammanhang personbilar som har fått järnvägshjul och tjänstgjort som inspektionsdressiner och liknande. Men här är det frågan om fordon som efter ombyggnad enbart kan framföras på räls. Även bussar har byggts om på liknande sätt. Tidiga svenska rälsbussar hade många komponenter gemensamma med landsvägsbussar och kan betraktas som en utveckling ur den tidiga rälsbilen. Då T-Forden var vanlig och billig var det vanligt att sådana konverterades till dressiner. Även Willys jeepar och traktorer kunde förekomma ombyggda till dressiner.
Rent säkerhetsmässigt räknas rälsbilar som dressiner vid färd på järnväg.